# Alberto Renault
Alberto Renault é escritor, roteirista, cenógrafo, diretor de teatro e TV brasileiro nascido em 1963 .

## Trabalhos
Desde 1997 vem atuando na direção de diversas óperas e peças, tais como: A Violação de Lucrecia, Voz Humana, L’Orfeu, Salomé, Pedro e o Lobo e Fidelio. Tais peças têm sido apresentadas em teatros de renome do circuito nacional, como o Theatro Municipal do Rio de Janeiro e a Sala Cecília Meireles. A versão de Voz Humana estrelada por Renata Scotto foi apresentada também no Teatro Regio di Torino, em Turim, na Itália.
Como escritor publicou três romances: A Foto (em 2003), Moko no Brasil (em 2006) e Sr. R  (em 2009).
No teatro traduziu e dirigiu O Caso da Rua ao Lado, de Eugène Labiche. Realizou diversos trabalhos para a diretora Bia Lessa, entre eles a adaptação de O Homem Sem Qualidades[carece de fontes?] de Robert Musil e o roteiro original de Futebol.
Tem também realizado diversos trabalhos de direção para a Rede Globo e o Canal Futura, dentre os quais se destacam os programas Muvuca, Brasil Legal e Um Pé de Quê?, apresentados por Regina Casé.
Dirigiu para o Canal Futura o documentário Brasil, Japão, Vidas & Formas (2008) gravado no Japão com a estilista Isabela Capeto e os artistas Leda Catunda, Erika Verzutti e Efraim Almeida.
Desde o ano de 2010 criou e dirigiu no Canal GNT os programas Pirei (com Betty Lago), Morar, Morar Mundo, Muitos Anos de Vida e Chefs Brasileiros.
Criou e dirigiu para o Canal GNT a série Arte Brasileira (2014). Foram sete episódios gravados em museus do mundo como Guggenheim de Bilbao (Espanha) e Victoria and Alberto Museum (Reino Unido) o programa mostra a presença da arte brasileira no mundo traçando o perfil dos artistas Beatriz Milhazes, Adriana Varejão, Luiz Zerbini, Ernesto Neto, Jonathas Andrade, Renata Lucas e Tunga.
Criou e dirige também no Canal GNT o programa Casa Brasileira que está na décima edição. O programa documental retrata o modo de vida, arquitetura e design do Brasil através do olhar de arquitetos e moradores. Participaram do programa arquitetos como Paulo Mendes da Rocha, Isay Weinfeld e Thiago Bernardes. Em Portugal gravou com o arquiteto português Siza Vieira.
O programa Palavras em Série que criou e dirigiu também no Canal GNT com as atrizes Andrea Beltrão, Regina Casé, Lilia Cabral, Monica Iozzi e Camila Pitanga foi indicado ao International Emmy Awards (2018) na categoria Programa de Arte.
Foi indicado em 2012 ao Prêmio Faz Diferença do Jornal O Globo pelo programa Casa Brasileira.
Recebeu o Prêmio Shell (2009)  de Melhor Cenário, para a peça Dois Irmãos.